# 碳云智能
碳云智能（iCarbonX），是由中国基因组学家、北京華大基因研究中心前CEO王俊在2015年创立的公司。iCarbonX将基因组学与代谢物、细菌和生活方式选择等其他健康因素相结合，以打造数字化的生活方式。 
iCarbonX已筹集了超过6亿美元的投资。腾讯控股有限公司和中源协和细胞基因工程股份有限公司向iCarbonX投资2亿美元，使iCarbonX成为中国仅有三家估值超过10亿美元的医疗保健初创公司之一（独角兽）。该公司约有100名员工。

## 历史
2015年10月27日，iCarbonX成立。2016年9月10日，iCarbonX收购以色列人工智能和图像处理公司Imagu Vision Technologies，建立iCarbonX-Israel研发中心。2017年1月5日，iCarbonX宣布与七家公司建立数字生活联盟，包括SomaLogic、HealthTell、PatientsLikeMe、AOBiome、GALT、Imagu和 Robustnique。
2017年1月5日，iCarbonX发布数字健康管理平台Meum。公司名称“iCarbonX”象征利用互联网和人工智能来改善生活，而核心元素是碳。 “i”和“X”代表公司计划将互联网和人工智能结合起来创造新事物。